# Hendersonkejsarduva
Hendersonkejsarduva (Ducula harrisoni) är en förhistorisk utdöd fågel i familjen duvor som tidigare förekom i östra Polynesien.

## Förekomst och upptäckt
Fågeln beskrevs 2006 utifrån subfossila lämningar funna på Henderson Island i ögruppen Pitcairnöarna i sydöstra Polynesien. Upptäckten av denna art liksom flera andra utdöda kejsarduvor i Stilla havets övärld förklarar den märkliga utbredningslucka som finns bland levande kejsarduvorna mellan Nya Kaledonien och Marquesasöarna.

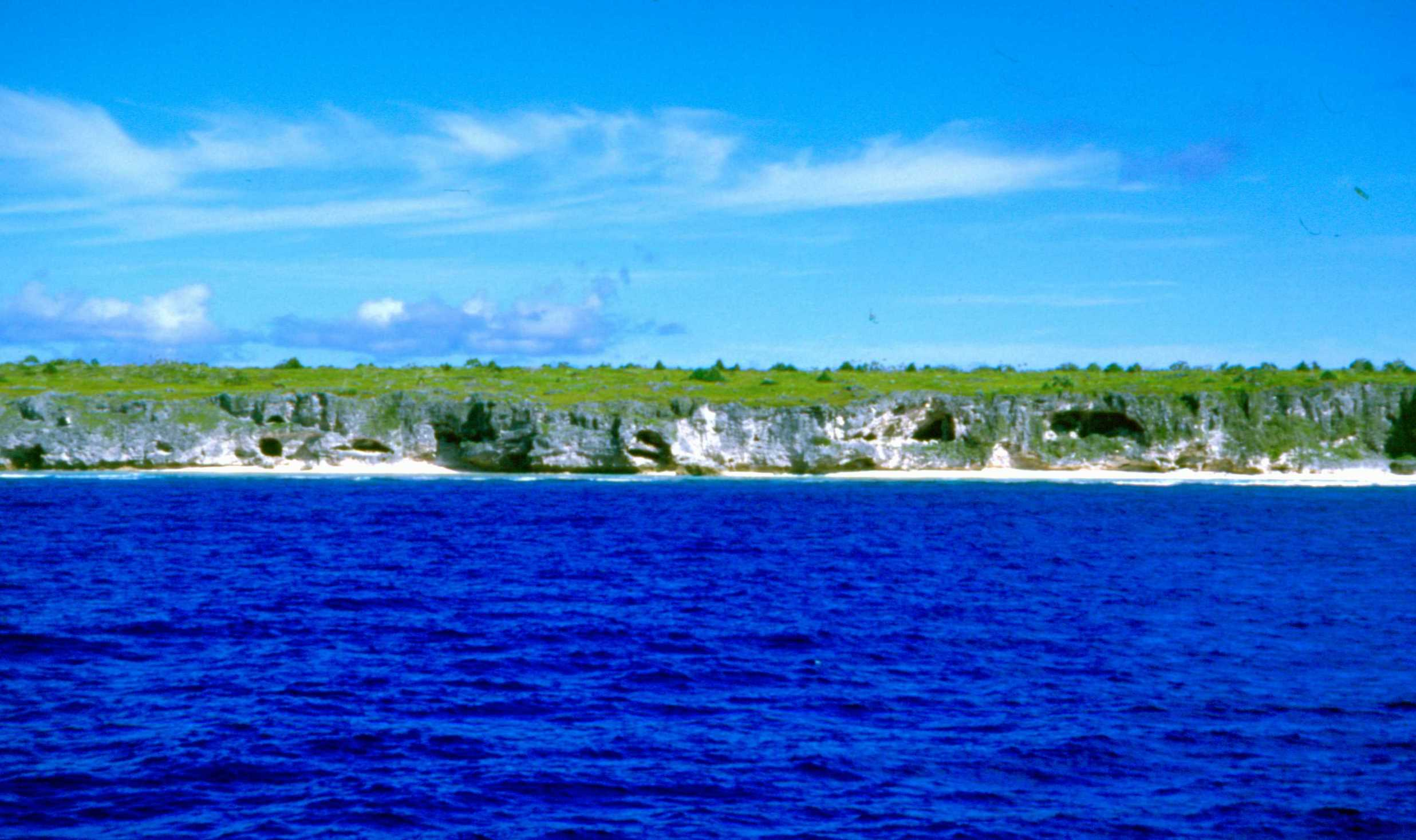
Henderson Island där fågeln tidigare förekom.

## Kännetecken
Hendersonkejsarduvan var större än någon levande duva i släktet Ducula och jämnstor med likaledes utdöda laukejsarduvan (D. lakeba) och uveakejsarduvan (D. david). Olikt övriga kejsarduvor hade den korta vingar och långa ben, vilket tyder på att den var marklevande och relativt flygoförmögen. Det gjorde den troligen sårbar för jakt och invasiva arter.

## Utdöende
Hendersonkejsarduvan dog ut efter att människan kom till ön cirka år 1050. Två av de tre övriga duvarter som förekom på ön dog också ut, liksom flera andra fågelarter.

## Namn
Fågelns vetenskapliga artnamn hedrar den brittiske ornitologen Colin James Oliver Harrison (1926-2003).